# Bas van ’t Wout
Bas van ’t Wout, właśc. Bastiaan van ’t Wout (ur. 22 kwietnia 1979 w Amersfoort) – holenderski polityk i samorządowiec, parlamentarzysta, w latach 2020–2021 sekretarz stanu, w 2021 minister spraw gospodarczych i polityki klimatycznej, następnie do 2022 minister bez zakresu obowiązków.

## Życiorys
W 1997 ukończył szkołę średnią w rodzinnej miejscowości, po czym do 2003 studiował historię na Wolnym Uniwersytecie w Amsterdamie. W latach 2000–2001 był wiceprzewodniczącym organizacji młodzieżowej JOVD. Zaangażował się w działalność polityczną w ramach Partii Ludowej na rzecz Wolności i Demokracji (VVD). Pracował jako asystent polityczny działaczy swojej partii (Marka Rutte), a także jako doradca strategiczny i moderator. W latach 2006–2012 zasiadał w radzie miejskiej Amsterdamu.
W 2012 po raz pierwszy uzyskał mandat deputowanego do Tweede Kamer. Z powodzeniem ubiegał się o poselską reelekcję w wyborach w 2017 i 2021.
W lipcu 2020 został sekretarzem stanu w resorcie spraw społecznych i zatrudnienia w trzecim rządzie Marka Rutte. W styczniu 2021 w tym samym gabinecie objął stanowisko ministra spraw gospodarczych i polityki klimatycznej. W maju 2021 zawiesił czasowo wykonywanie obowiązków i udał się na urlop zdrowotny, motywując to wypaleniem zawodowym (pozostał ministrem bez zakresu obowiązków). W lipcu tegoż roku ogłoszono, że Bas van ’t Wout nie powróci do kierowania ministerstwem. Formalnie pozostał ministrem bez zakresu obowiązków do końca urzędowania gabinetu w styczniu 2022.